# فیلم‌شناسی گریگوری پک
الدرد گریگوری پِک شناخته شده با نام گریگوری پِک (زاده ۵ آوریل ۱۹۱۶ – درگذشته ۱۲ ژوئیه ۲۰۰۳) هنرپیشه برنده جایزه اسکار و از ستارگان محبوب هالیوود در دهه‌های چهل تا شصت میلادی بود. این فهرست شامل آثار او در مقام بازیگر سینما، تئاتر، تلویزیون و گوینده رادیو می‌شود.

## فیلم

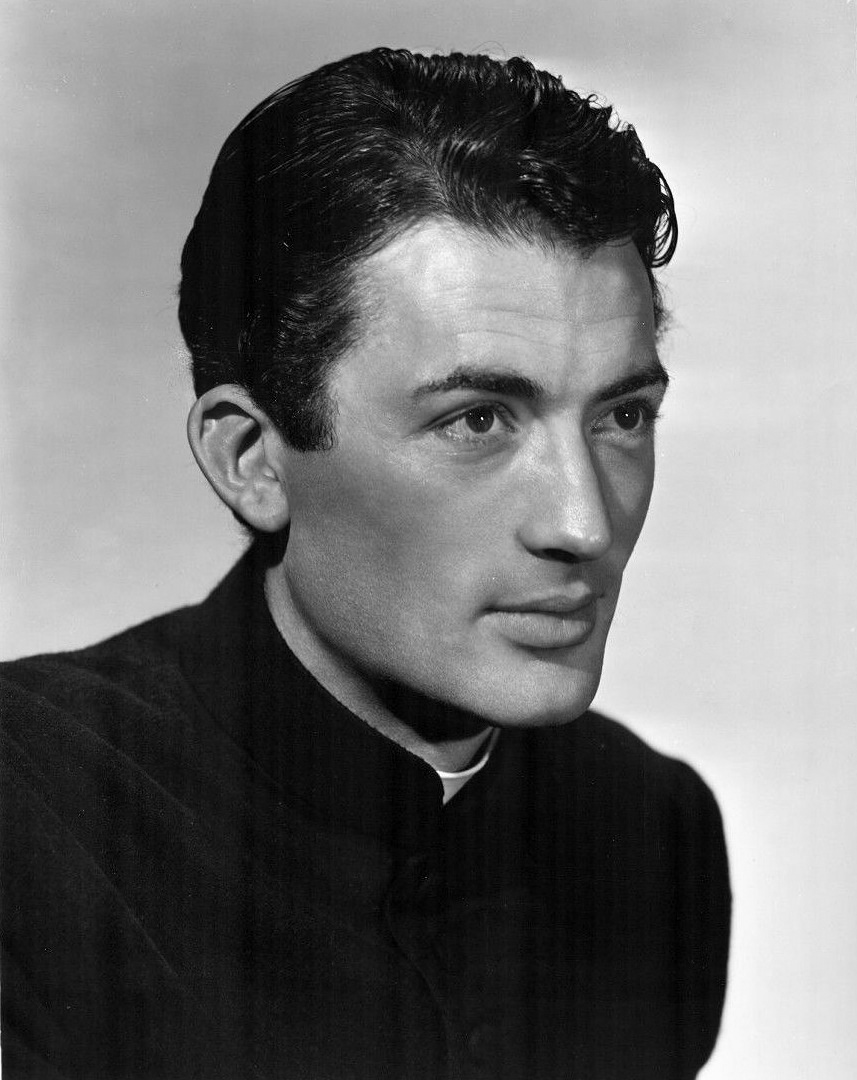
در کلیدهای پادشاهی (۱۹۴۴)

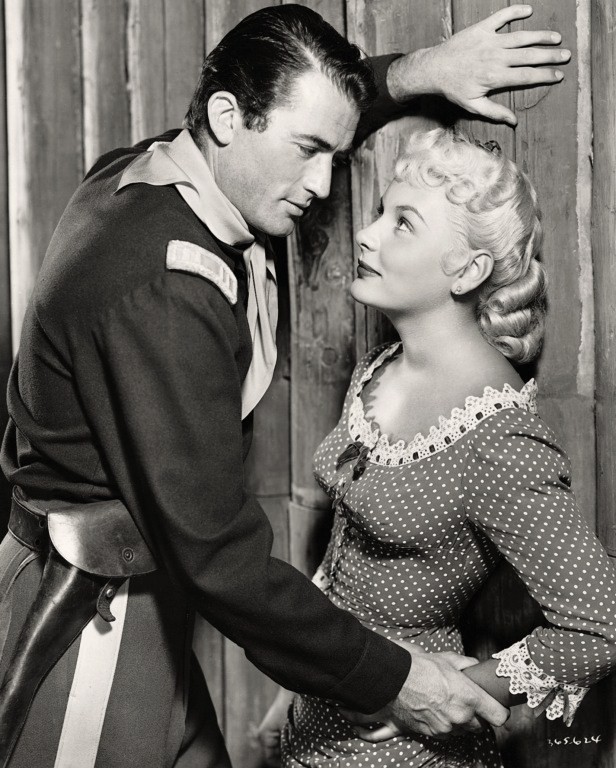
به‌همراه باربارا پیتن (راست) در فقط یک دلاور (۱۹۵۱)

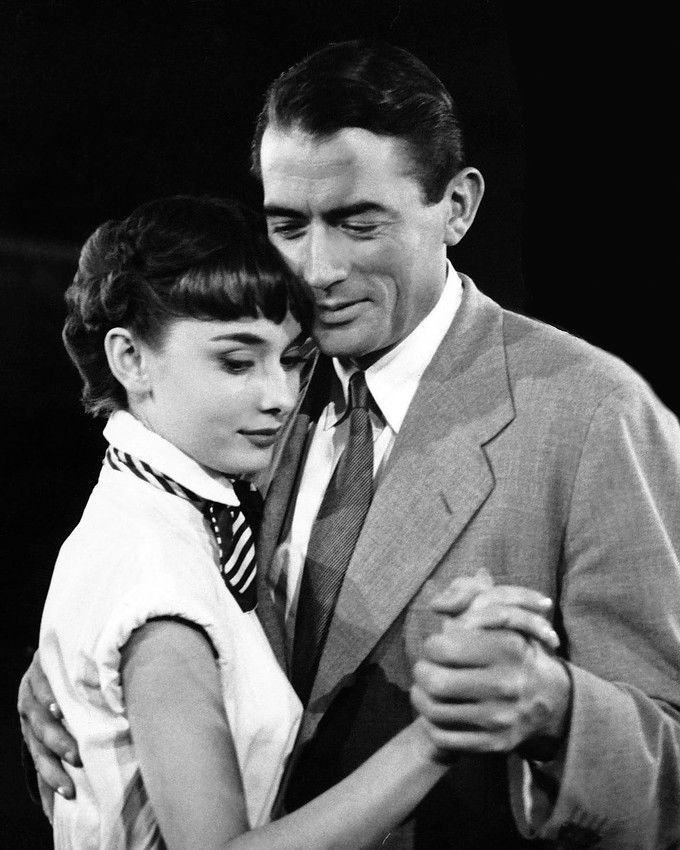
به‌همراه آدری هپبورن (چپ) در تعطیلات رمی (۱۹۵۳)

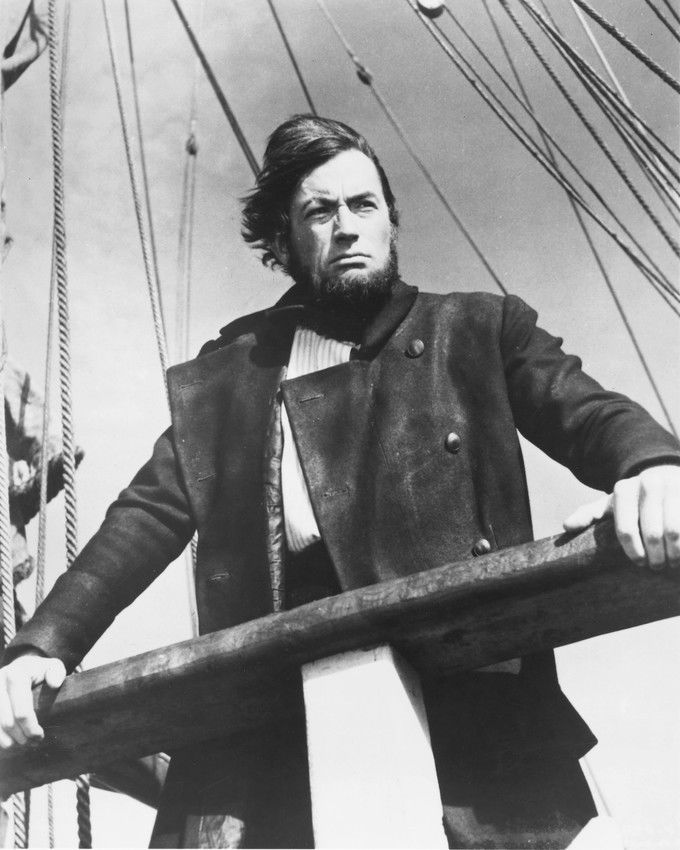
کاپیتان اهاب در موبی دیک (۱۹۵۶)

| سال  | عنوان                                 | نقش(ها)                             | یادداشت‌ها                                                        | منبع(ها)      |
| ---- | ------------------------------------- | ----------------------------------- | ---------------------------------------------------------------- | ------------- |
| ۱۹۴۴ | روزهای افتخار                         | ولادیمیر                            |                                                                  | [ ۱ ]         |
| ۱۹۴۴ | کلیدهای پادشاهی                       | پدر فرانسیس چیزم                    |                                                                  | [ ۲ ]         |
| ۱۹۴۵ | دره تصمیم                             | پل اسکات                            |                                                                  | [ ۳ ]         |
| ۱۹۴۵ | طلسم‌شده                               | دکتر آنتونی ادواردز / جان بالانتاین | پک نقش شخصیتی را بازی کرده‌است که با نام‌های متفاوت شناخته شده‌است. | [ ۴ ]         |
| ۱۹۴۶ | گوزن یک‌ساله                           | "پنی" بکستر                         |                                                                  | [ ۵ ] [ ۶ ]   |
| ۱۹۴۶ | جدال در آفتاب                         | لوت مک‌کانلز                         |                                                                  | [ ۷ ]         |
| ۱۹۴۷ | ماجرای ماکومبر                        | رابرت ویلسون                        |                                                                  | [ ۸ ]         |
| ۱۹۴۷ | قرارداد شرافتمندانه                   | فیلیپ شویلر گرین                    |                                                                  | [ ۵ ] [ ۹ ]   |
| ۱۹۴۷ | قضیه پاراداین                         | آنتونی کین                          |                                                                  | [ ۱۰ ]        |
| ۱۹۴۸ | آسمان زرد                             | جیمز "استرچ" داوسون                 |                                                                  | [ ۱۱ ]        |
| ۱۹۴۹ | گناهکار بزرگ                          | فجا                                 |                                                                  | [ ۱۲ ]        |
| ۱۹۴۹ | دوازده ساعت پرواز                     | سرتیپ فرمانده فرانک وحشی            |                                                                  | [ ۱۳ ]        |
| ۱۹۵۰ | تفنگدار                               | جیمی رینگو                          |                                                                  | [ ۱۴ ]        |
| ۱۹۵۱ | کاپیتان هوراشیو هورنبلوئر             | کاپیتان هوراشیو هورنبلوئر           |                                                                  | [ ۱۵ ]        |
| ۱۹۵۱ | فقط یک دلاور                          | کاپیتان ریچارد لنس                  |                                                                  | [ ۵ ]         |
| ۱۹۵۱ | داوود و بث‌شبع                         | داوود                               |                                                                  | [ ۱۶ ]        |
| ۱۹۵۱ | پیکچرا: یک ماجراجویی در هنر           | راوی                                | مستند؛ فیلم گلچین ادبی، بخش: "افسانه سنت اورسولا"                | [ ۵ ] [ ۱۷ ]  |
| ۱۹۵۲ | جهان در آغوش او                       | جاناتان کلارک                       |                                                                  | [ ۵ ]         |
| ۱۹۵۲ | برف‌های کلیمانجارو                     | هری استریت                          |                                                                  | [ ۱۵ ]        |
| ۱۹۵۳ | تعطیلات رمی                           | جو بردلی                            |                                                                  | [ ۱۸ ]        |
| ۱۹۵۳ | رونق پاریس                            | خودش                                | فیلم فرانسوی                                                     | [ ۱۹ ]        |
| ۱۹۵۴ | اسکناس یک میلیون پوندی                | هنری آدامز                          |                                                                  | [ ۲۰ ]        |
| ۱۹۵۴ | مردم شب                               | کلونل استیو فون دایک                |                                                                  | [ ۲۰ ]        |
| ۱۹۵۴ | دشت ارغوانی                           | فرمانده اسکادران بیل فارستر         |                                                                  | [ ۲۱ ]        |
| ۱۹۵۶ | مردی در لباس خاکستری                  | تام راث                             |                                                                  | [ ۵ ]         |
| ۱۹۵۶ | موبی دیک                              | کاپیتان اهاب                        |                                                                  | [ ۲۲ ]        |
| ۱۹۵۷ | زن طراح                               | مایک هاگن                           |                                                                  | [ ۵ ]         |
| ۱۹۵۸ | جهان پنهان                            | راوی                                | مستند                                                            | [ ۲۳ ]        |
| ۱۹۵۸ | شجاعان                                | جیم داگلاس                          |                                                                  | [ ۵ ]         |
| ۱۹۵۸ | کشور بزرگ                             | جیمز مک‌کی                           | همچنین به‌عنوان تهیه‌کننده                                         | [ ۲۴ ]        |
| ۱۹۵۹ | تپه پورک چاپ                          | ستوان جو کلمونز                     |                                                                  | [ ۲۴ ]        |
| ۱۹۵۹ | کافر محبوب                            | اف. اسکات فیتزجرالد                 |                                                                  | [ ۲۴ ]        |
| ۱۹۵۹ | در ساحل                               | دوایت تاورز                         |                                                                  | [ ۲۵ ]        |
| ۱۹۶۱ | توپ‌های ناوارون                        | کاپیتان کیت مالوری                  |                                                                  | [ ۲۶ ]        |
| ۱۹۶۲ | تنگه وحشت                             | سم بودن                             |                                                                  | [ ۲۷ ]        |
| ۱۹۶۲ | چگونه غرب تسخیر شد                    | کلیو فون والن                       |                                                                  | [ ۲۸ ]        |
| ۱۹۶۲ | کشتن مرغ مقلد                         | آتیکوس فینچ                         |                                                                  | [ ۲۹ ]        |
| ۱۹۶۳ | کاپیتان نیومن ام.دی.                  | کاپیتان جوسا جی. نیومن              |                                                                  | [ ۵ ]         |
| ۱۹۶۴ | اسب کهر را بنگر                       | مانوئل آرتیگوئز                     |                                                                  | [ ۵ ]         |
| ۱۹۶۴ | جان اف. کندی: سال‌های صاعقه، روز طبل‌ها | راوی                                | مستند                                                            | [ ۳۰ ]        |
| ۱۹۶۵ | سراب                                  | دیوید استیل‌ول                       |                                                                  | [ ۵ ]         |
| ۱۹۶۶ | نقش عربی                              | دیوید پولاک                         |                                                                  | [ ۳۱ ]        |
| ۱۹۶۸ | ماه دنباله‌دار                         | سم وارنر                            |                                                                  | [ ۳۲ ]        |
| ۱۹۶۹ | طلای مکنا                             | مکنا                                |                                                                  | [ ۳۳ ]        |
| ۱۹۶۹ | رئیس                                  | جان هتوی                            |                                                                  | [ ۳۴ ] [ ۳۵ ] |
| ۱۹۶۹ | مارونید                               | چارلز کیث                           |                                                                  | [ ۵ ]         |
| ۱۹۷۰ | من سربه‌راهم                           | کلانتر هنری تاوز                    |                                                                  | [ ۵ ]         |
| ۱۹۷۱ | شلیک                                  | کلی لومکس                           |                                                                  | [ ۵ ]         |
| ۱۹۷۲ | محاکمهٔ نه‌نفر کاتونزویل                | —                                   | تهیه‌کننده                                                        | [ ۳۶ ]        |
| ۱۹۷۴ | بیلی دو کلاهه                         | آرک دینز                            |                                                                  | [ ۵ ] [ ۳۷ ]  |
| ۱۹۷۴ | کبوتر                                 | —                                   | تهیه‌کننده                                                        | [ ۳۸ ]        |
| ۱۹۷۶ | طالع نحس                              | رابرت تورن                          |                                                                  | [ ۳۹ ]        |
| ۱۹۷۷ | مک‌آرتور                               | ژنرال داگلاس مک‌آرتور                |                                                                  | [ ۴۰ ]        |
| ۱۹۷۸ | پسران برزیل                           | جوزف منگله                          |                                                                  | [ ۴۱ ]        |
| ۱۹۸۰ | گرگ‌های دریا                           | کلونل لوییس پو                      |                                                                  | [ ۴۲ ]        |
| ۱۹۸۷ | گریس و چاک شگفت‌انگیز                  | رئیس‌جمهور                           |                                                                  | [ ۴۳ ]        |
| ۱۹۸۹ | گرینگوی پیر                           | آمبروز بیرس                         |                                                                  | [ ۴۴ ]        |
| ۱۹۸۹ | ابررئیس: زندگی و میراث ارل وارن       | راوی                                | مستند                                                            | [ ۴۵ ]        |
| ۱۹۹۱ | پول دیگران                            | اندرو "یورگی" یورگنسون              |                                                                  | [ ۴۶ ]        |
| ۱۹۹۱ | تنگه وحشت                             | لی هلر                              |                                                                  | [ ۴۷ ]        |
| ۱۹۹۴ | شکار آدولف هایشمن                     | راوی                                | مستند                                                            | [ ۴۸ ]        |
| ۱۹۹۵ | وایلد بیل: هالیوود ماوریک             | خودش                                | مستند                                                            | [ ۴۹ ]        |
| ۱۹۹۹ | هنر نورتون سایمن                      | راوی                                | فیلم کوتاه مستند                                                 | [ ۵۰ ]        |
| ۲۰۰۰ | گفتگویی با گریگوری پک                 | خودش                                | مستند                                                            | [ ۵۱ ]        |

## تلویزیون

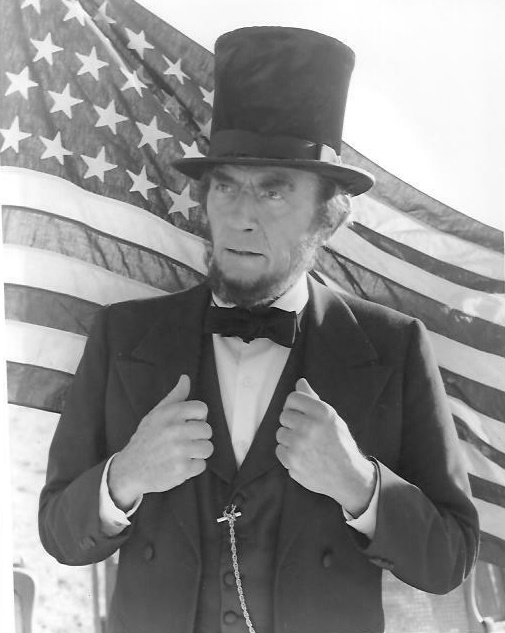
پک در نقش آبراهام لینکلن در یک عکاسی سر صحنه از مینی‌سریال تلویزیونی آبی و خاکستری (۱۹۸۲)

| سال(ها) | عنوان                                    | نقش(ها)                 | یادداشت‌ها                                       | منبع(ها) |
| ------- | ---------------------------------------- | ----------------------- | ----------------------------------------------- | -------- |
| ۱۹۸۲    | آبی و خاکستری                            | آبراهام لینکلن          | مینی‌سریال تلویزیونی                             | [ ۵۲ ]   |
| ۱۹۸۳    | سرخ و سیاه                               | مانسینیور هیو اوفلاهرتی | فیلم تلویزیونی                                  | [ ۵۳ ]   |
| ۱۹۸۵    | پنجاه و هفتمین دوره جوایز اسکار          | —                       | تهیه‌کننده                                       | [ ۵۴ ]   |
| ۱۹۹۰    | سنفورد مایزنر: مخفی‌ترین راز تئاتر آمریکا | خودش                    | مستند                                           | [ ۵۵ ]   |
| ۱۹۹۱    | فردریک رمینگتون: حقیقت روزهای دیگر       | راوی                    | مستند                                           | [ ۵۶ ]   |
| ۱۹۹۳    | پرتره                                    | گاردنر چرچ              | فیلم تلویزیونی؛ همچنین به‌عنوان تهیه‌کنندهٔ اجرایی | [ ۵۷ ]   |
| ۱۹۹۴    | بیسبال                                   | کید گلیسون و کانی مک    | صداپیشه، مینی‌سریال مستند                        | [ ۵۸ ]   |
| ۱۹۹۸    | موبی دیک                                 | پدر مپل                 | مینی‌سریال تلویزیونی                             | [ ۵۹ ]   |
| ۱۹۹۹    | پیامبر آمریکایی: ماجرای جوز اسمیت        | راوی                    | مستند                                           | [ ۶۰ ]   |

## صحنه
| سال(ها)   | عنوان               | نقش(ها)                | تئاتر           | یادداشت‌ها                      | منبع(ها)      |
| --------- | ------------------- | ---------------------- | --------------- | ------------------------------ | ------------- |
| ۱۹۴۲      | ستاره سحر           | کلیف پارلو             | تئاتر موروسکو   | ۱۴ سپتامبر – ۳ اکتبر           | [ ۶۱ ]        |
| ۱۹۴۲–۱۹۴۳ | درخت بید و من       | کرک‌لند تاد و رابین تاد | تئاتر وینزور    | ۱۰ دسامبر ۱۹۴۲ – ۲ ژانویهٔ ۱۹۴۳ | [ ۶۱ ]        |
| ۱۹۴۳      | پسران و سربازان     | اندرو تادلاک           | تئاتر موروسکو   | ۴–۲۲ مه                        | [ ۶۱ ]        |
| ۱۹۴۷      | خیابان فرشته        | آقای منینگ‌هام          | لا یولا پلی‌هاوس | ۲۶–۳۱ اوت                      | [ ۶۲ ] [ ۶۳ ] |
| ۱۹۴۸      | حیوان نر            | تامی ترنر              | لا یولا پلی‌هاوس | ۲۴–۲۸ اوت                      | [ ۶۲ ] [ ۶۴ ] |
| ۱۹۴۹      | آسمان را برافروز    | ناشناس                 | لا یولا پلی‌هاوس | ۲۶–۳۱ ژوئیه                    | [ ۶۲ ]        |
| ۱۹۹۱–۱۹۹۳ | نادانی‌های ویل راجرز | آقای زیگفلد (صداپیشه)  | تئاتر پالاس     | ۱ مهٔ ۱۹۹۱ – ۵ سپتامبر ۱۹۹۳     | [ ۶۱ ]        |

## رادیو

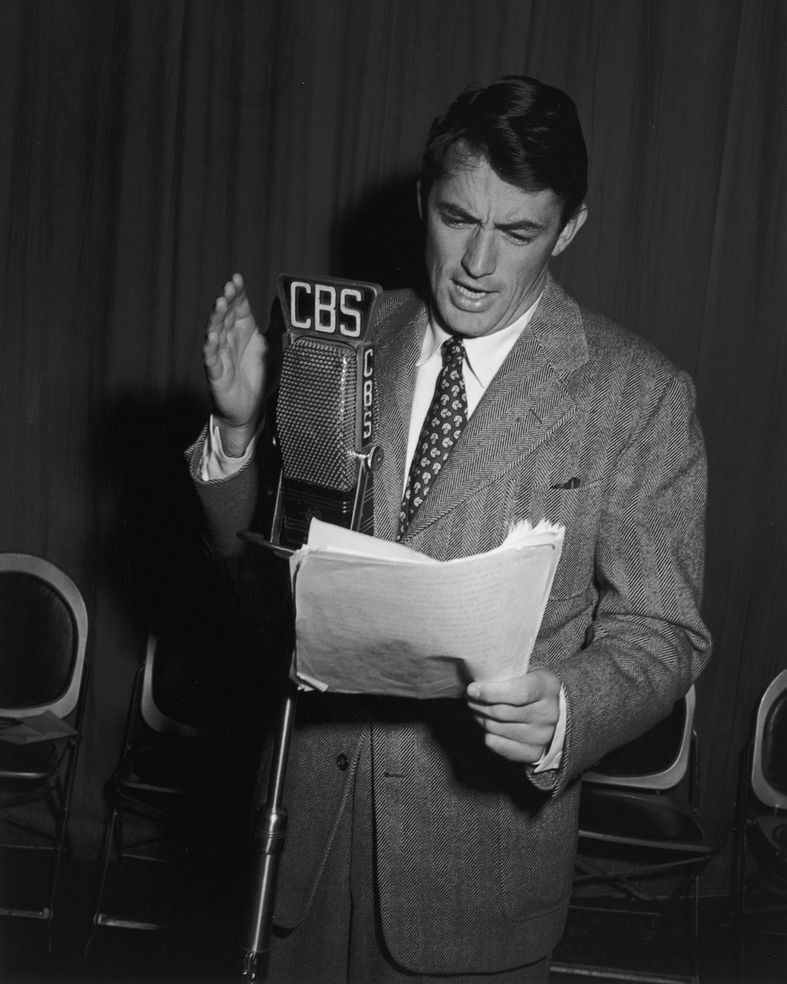
عکس تبلیغاتی برای رادیو سی‌بی‌اس

| سال(ها) | عنوان                   | نقش                       | یادداشت‌ها                           | منبع(ها)      |
| ------- | ----------------------- | ------------------------- | ----------------------------------- | ------------- |
| ۱۹۴۴    | این که شاید زنده بمانند | دیک                       |                                     | [ ۶۵ ]        |
| ۱۹۴۴    | بازیکنان صنف نمایش      | کونت ورونسکی              | اپیزود: "آنا کارنینا"               | [ ۶۵ ] [ ۶۶ ] |
| ۱۹۴۵    | این بهترین من است       | ناشناس                    | اپیزود: "خندهٔ ژوپیتر"               | [ ۶۷ ]        |
| ۱۹۴۵    | بازیکنان صنف نمایش      | توماس آرمسترانگ           | اپیزود: "داستان عاشقانه"            | [ ۶۷ ]        |
| ۱۹۴۵    | جنگ‌های دکتری            | دکتر هری جوزف             | اپیزود: "دارویی برای دشمن"          | [ ۶۸ ]        |
| ۱۹۴۶    | تئاتر داستان عاشقانه    | هولگر برندت               | اپیزود: "اینترمزو"                  | [ ۶۸ ]        |
| ۱۹۴۶    | تئاتر رادیویی لوکس      | پل اسکات                  | اپیزود: "دره تصمیم"                 | [ ۶۹ ]        |
| ۱۹۴۶    | تئاتر رادیویی لوکس      | جری دورانس                | اپیزود: "حالا مسافر"                | [ ۶۹ ] [ ۷۰ ] |
| ۱۹۴۶    | گردش سوارهٔ آمریکا       | جرج واشنگتن               | اپیزود: "سرگرد واشنگتن جوان"        | [ ۷۱ ]        |
| ۱۹۴۶    | تعلیق                   | استیو گیر                 | اپیزود: "جاده تنها"                 | [ ۷۱ ] [ ۷۲ ] |
| ۱۹۴۶    | بازیگران هالیوود        | سالیوان                   | اپیزود: "سفرهای سالیوان"            | [ ۷۳ ]        |
| ۱۹۴۶    | بازیگران هالیوود        | ناشناس                    | اپیزود: "زمانی برای کمدی نیست"      | [ ۷۴ ]        |
| ۱۹۴۶    | بازیگران هالیوود        | گریگوری                   | اپیزود: "در سراسر خانه"             | [ ۷۵ ]        |
| ۱۹۴۷    | بازیکنان صنف نمایش      | پا بکستر                  | اپیزود: "اسب یک‌ساله"                | [ ۷۵ ]        |
| ۱۹۴۷    | گردش سوارهٔ آمریکا       | جیم داون‌پورت              | اپیزود: "مدرسه‌ای برای مردان"        | [ ۷۶ ]        |
| ۱۹۴۸    | میکده دافی              | خودش                      |                                     | [ ۷۷ ]        |
| ۱۹۴۸    | تعلیق                   | ریج فاولر                 | اپیزود: "پوکر رایگان‌سوار"           | [ ۷۸ ]        |
| ۱۹۴۹    | تعلیق                   | جفری برونو                | اپیزود: "فتل در میان آینه"          | [ ۷۹ ]        |
| ۱۹۴۹    | تئاتر کارگردانان سینما  | جیمز "استرچ" داوسون       | اپیزود: "آسمان زرد"                 | [ ۸۰ ]        |
| ۱۹۴۹    | تعلیق                   | بن                        | اپیزود: "کابوس"                     | [ ۸۱ ]        |
| ۱۹۴۹    | ساعت تعطیلات هات‌پوینت   | بورت جفرسون               | اپیزود: "مردی که برای شام آمد"      | [ ۸۲ ]        |
| ۱۹۵۱    | تئاتر کارگردانان سینما  | جیمی رینگو                | اپیزود: "تفنگدار"                   | [ ۸۳ ]        |
| ۱۹۵۱    | تعلیق                   | آقای مکینتایر             | اپیزود: "واقعیت دربارهٔ جری بکستر"   | [ ۷۸ ]        |
| ۱۹۵۲    | گردش سوارهٔ آمریکا       | ناشناس                    | اپیزود: "یک زندانی به نام براون"    | [ ۸۴ ]        |
| ۱۹۵۲    | تئاتر رادیویی لوکس      | کاپیتان هوراشیو هورنبلوئر | اپیزود: "کاپیتان هوراشیو هورنبلوئر" | [ ۸۵ ]        |
| ۱۹۵۲    | ستاره‌ها در آسمان        | پا بکستر                  | اپیزود: "اسب یک‌ساله"                | [ ۸۶ ]        |